# 窮飛龍
窮飛龍是香港一個基地位於工廠大廈的樂團，於2010年2月由「窮飛龍」團長陳歷恆（Oliver）開辦作詞實戰班而成立。在《窮飛龍》一曲被發佈之後，一直仍未有隊名，直至第三首作品《直到你刮到我》大熱，才正式起用「窮飛龍」名為改詞組織名稱，現時主要拍攝其他影片為主，但偶爾亦有改歌影片。
現時組織成員包括陳歷恆（Oliver）（團長、監製及作詞）、嚴棋（主音）、陳出（作詞）、Roy（副主音及編曲）及Sylvia（改圖及剪片），因曾經在YouTube及facebook發表一些諷刺時弊及反映貧窮問題的改編歌詞而成名，擅於改詞惡搞，使用語言為廣東話。

## 作品列表

### 書本
- 《窮飛龍－「直到你惡搞我」》

## 作品列表

### 2010年
- 《直到你刮到我》（原曲：《直到你不找我》，林峰）
- 《窮飛龍》（原曲：《陀飛輪》）
- 《封陳榜》（原曲：《80後時代曲》）
- 《半途擱淺》（原曲：《擱淺》，周杰倫）
- 《出沖到燶》（原曲：《風箏與風》，Twins）
- 《魔界三部曲：毒男、包姪女、雞巴男》（原曲：《發現號》、《愛不單行》、《信者得愛》）
- 《葉問曲中轉》
- 《補貼屋》（原曲：《囍帖街》，謝安琪）
- 《低層的祈禱》（原曲：《少女的祈禱》，楊千嬅）
- 《隨街也是陳奕迅》（原曲：《如果我是陳奕迅》，Mr.）

### 2011年
- 《I believe I can 嫁》（原曲：《I believe I can fly》）
- 《義海人情》（原曲：《義海豪情》，古巨基）[2]
- 《癲雞》（原曲：《天梯》，C AllStar）
- 《叛孩是怎樣煉成的》（原曲：《鋼鐵是怎樣煉成的》，何韻詩）
- 《我的奀餐》（原曲：《我的驕傲》，容祖兒）
- 《自家作系列 1 - 如果你愛我》
- 《送我一副身家》（原曲：《送我一個家》）
- 《醜女變公主－ 刻刻容換 MV》（原曲：《刻不容緩》）
- 《二人貧 得萬二》（原曲：《二人行 一日後》，許志安）
- 《陸劫．日本》（原曲：《六天》，周柏豪）
- 《飯鐘錢》（原曲：《電燈膽》，鄧麗欣）[3]
- 《魔法驚動網民》（原曲：《不要驚動愛情》，高皓正/鄭秀文）
- 《溫書奴》（原曲：《青花瓷》，周杰倫）
- 《替死機制》（原曲：《紅綠燈》，鄭融）[4]
- 《出走了的暑假呢》（原曲：《說好的幸福呢》，周杰倫）
- 《Phone繼續追》（原曲：《風繼續吹》，張國榮）
- 《那些年，與我們一起追逐的夢》（原曲：《那些年》）
- 《勾間居屋》（原曲：《勾手指尾》，鍾一憲、麥貝夷）
- 《霧之選》（原曲：《霧之戀》，譚詠麟），由「窮飛龍」及「薑檸樂」共同協作
- 《直至消失《天與地》》（原曲：《天與地》主題曲，黃貫中），由「窮飛龍」及「薑檸樂」共同協作[5]

### 2012年
改編作品：
- 《萬寧貓》（寄：「萬寧貓」廣告插曲）
- 《Merry新年》（改編聖誕歌曲），窮飛龍、Hay、Ming仔協作歌曲
- 《佢猛咁吠》（寄：《我是憤怒》，Beyond），由「窮飛龍」及「薑檸樂」共同協作
- 《情零節的夜曲》（寄：《夜曲》，周杰倫），由「窮飛龍」及「薑檸樂」共同協作
- 《分數教育》（「好戲量」《陰質教育2012》主題歌）
- 《踎監好》（寄：《祝君好》，張智霖）
- 《終身剩女》（寄：《終身美麗》，鄭秀文），由「窮飛龍」及「薑檸樂」共同協作
- 《等死傳說》（寄：《不死傳說》，陳奕迅），由「窮飛龍」及「薑檸樂」共同協作
- 《估·懼·溫爆了》（寄：《爆了》，古巨基），由「窮飛龍」及「薑檸樂」共同協作
- 《CY咪思歪》（寄：《壞女孩》，梅艷芳），由「窮飛龍」及「詞善機關」共同協作
- 《蝗蟲天下2012》（重新編曲版，沿用原《蝗蟲天下》歌詞）
- 《細個將你洗》（寄：《世界真細小》）
- 《小城多事》（寄：《小城大事》）
- 《LOU記Style》（寄：《Gangnam Style》，PSY），由「窮飛龍」及「薑檸樂」共同協作
- 《冇乳餵哺》（寄：《愛你》，陳芳語），由「窮飛龍」及「薑檸樂」共同協作
- 《誠信陷阱》（寄：《愛情陷阱》，譚詠麟），由「窮飛龍」及「橄欖啜核」共同協作

原創作品：
- 《思潮作動》

## 外部連結
- 八方人物：窮飛龍「諷」出一條路
- Culture - 窮飛龍:香港音樂的另一片天
- 改編歌引起港人共鳴 「窮飛龍」惡搞出未來